# Sergio Alberto Chaves
Sergio Alberto Chaves, dit Alvaro de Puebla, est un fonctionnaire international et poète argentin, né à Buenos Aires le 12 octobre 1931 et décédé à Genève, en Suisse, le 6 juillet 2015. Sa poésie exprime le déracinement et la nostalgie de l’apatride à la recherche de la mère patrie.

## Biographie
Sergio Chaves est né de parents argentins. Son père, Luis Alberto Chaves, d’origine paraguayenne, enseigne la philosophie au Colegio militar de la Nacion de Buenos Aires. Sa mère, Mercédès Alvarez Puebla de Chaves, se rend illustre par ses travaux sur la phonétique historique expérimentale, la psychopathologie et les maladies du langage.
Très tôt, il voyage en Europe avec sa mère titulaire d’une bourse d’étude du gouvernement français. En 1947, il obtient son baccalauréat au lycée français de Buenos Aires. De 1949 à 1953, il suit les cours de la Faculté de génie industriel de l’Université de Buenos Aires.
En 1954, il est nommé attaché commercial auprès de l’ambassade d’Argentine à Moscou.
En 1957, il se forme comme interprète de conférence à la Faculté de traduction et d’interprétation de l’Université de Genève. Il exerce cette profession à l’ONU à New York dès cette année, puis à l’AIEA à Vienne en 1959 et à l’Office des Nations Unies à Genève où il est nommé au Service de l’interprétation en 1967. Il prend sa retraite de fonctionnaire international en 1991.
Il est marié et a quatre filles.

## Activités littéraires
En 1975, Sergio Chaves crée le Club del libro en español aux Nations Unies à Genève dont l’objet est de promouvoir la connaissance de la littérature, la langue et la culture espagnole et ibéro américaine. Il y invite régulièrement différentes personnalités à y tenir des conférences. Ainsi, avant le critique littéraire et poète Américo Ferrari, c’est la romancière argentine Silvina Bullrich qui s’y exprime sur sa carrière littéraire le 20 mai 1976; elle devait décéder à Genève le 2 juillet 1990.
Il écrit des articles dans la revue internationale de poésie AQUARIO.
En août 1989, il crée avec deux collègues, Leonor Sampayo et Alfred de Zayas, la Société des écrivains de l’ONU, la SENU (en). Cette société édite un journal littéraire, EX TEMPORE, ouvert aux fonctionnaires internationaux de Genève, actifs ou retraités, de l’ONU, institutions spécialisées, CERN, organisations intergouvernementales, ONG, missions permanentes auprès des Nations Unies, etc.. Depuis sa création, elle a publié 33 numéros, le dernier en date du 10 janvier 2023, avec des essais, des nouvelles ou de la poésie dans les six langues des Nations Unies.
Chaque année. le SENU (en) tient un Salon littéraire au cours duquel les membres lisent leurs dernières créations. Ces salons se déroulent  alternativement dans des salles du Palais des Nations, dans les jardins du palais ou chez des particuliers.

### Un poème de Sergio Alberto Chaves
« no sé por qué lloro
si son las formas
o los tonos
que no diviso
estoy apresado
por la marejada
de colores
y no comprendo
por qué
sobre esta mesa
siguen posadas
tre mandarinas »

— Sergio Alberto Chaves

## Autres activités
En 1986, Sergio Chaves rencontre Monique Bauer-Lagier, femme politique et féministe du parti libéral suisse en Suisse romande. Ensemble, ils décident de créer une association qui rapproche les fonctionnaires internationaux et les citoyens suisses. Dénommée Association Suisses et Internationaux de Genève, ou ASIG, cette entité cherche à communiquer des valeurs élevées en faisant se rencontrer "l’esprit de Genève"  et les idéaux des organisations internationales.
Cette association a beaucoup œuvré pour l’adhésion de la Suisse à l’ONU le 3 mars 2002. Elle était alors co-présidée par Jacqueline Berenstein-Wavre, politicienne socialiste suisse qui s’est battue pour le droit des femmes. Concrètement, elle a favorisé une nouvelle ligne de bus desservant le Palais des Nations, permis à des internationaux d’assister à des séances du Grand Conseil genevois, aidé à la création d’un centre d’accueil des internationaux à La Pastorale, organisé des manifestations culturelles où se rencontrent régulièrement suisses et internationaux (Fête nationale suisse du 1er août, Fête du Feuillu, Fête de l’Escalade, semaines culturelles africaines et Festival latino-américain au Palais des Nations, etc.).

## Publications
- Amor de Hippie, Ed. Poésie Vivante, Genève ,  1970
- A Don Juan Carlos, Ed. Poésie Vivante, Genève, 1971
- La Tortuga del Bosforo, chez l’auteur,  Genève, 1972
- Pochades 1972-1973,  Imprimerie Idéale, Genève, 1973
- Pochades II,  Ed. L’Aura, Genève, 1974
- Viaje breve al pais de las sonrisas cortas, chez l’auteur,  Genève, 1975
- Antologia 1976, Ed. Tres Tiempos,  Buenos Aires, 1976
- El Jardin de los Fantasmas, Ed. Poésie Vivante, Genève, 1979
- Bel Air, chez l’auteur, Genève, 1984
- Antologia 1987, Torres Agüero Editor, Buenos Aires, 1987
- Poemas de la Alberca, Ed. Sauvagine, Genève, 1993